# Telefonservice
Telefonservice, auch Telefondienst oder Telefonsekretariat genannt, ist ein Büroservice, bei dem Auftraggeber und Auftragnehmer zur Anbindung eines Sekretariats die Anrufweiterschaltung im öffentlichen Telefonnetz nutzen. Dabei können insbesondere zwei Arten von Telefonservice unterschieden werden:
- Die reine Anrufannahme, also das klassische Aufgabengebiet eines Call-Centers. Es besteht hier je nach Anbieter die Möglichkeit, wie bei einer Telefonzentrale, Anrufer an Ansprechpartner weiterzuverbinden. Bei einer Schulung können die Call-Center-Mitarbeiter auch Auskünfte über das Unternehmen geben, ansonsten beschränkt sich die Tätigkeit des Auftragnehmers auf die reine Annahme der Anrufe im Firmennamen des Kunden und ggf. Sekretariatsdienste wie das Weiterverbinden oder Aufnehmen von Notizen. Leistungen sind auch häufig: Bestellannahme von Onlineshop- und Kataloganbietern, Anzeigenaufnahme, Terminvereinbarungen. In Verbindung mit einem Hosted Exchange-Postfach ist es möglich, das virtuelle Sekretariat vom Blackberry aus zu steuern.

- Die klassische Sekretariatsdienstleistung, bei der kaufmännisch ausgebildete Sekretäre und Sekretärinnen neben der Annahme und dem Weiterverbinden von Anrufen, die Überwachung und Steuerung von Terminen, die Erfassung von Anruferdaten, Schreibarbeiten, Planung und Buchung von Geschäftsreisen sowie einfache Sachbearbeitungsfunktionen für Unternehmen und Freiberufler ausführen. Die Sekretariatsdienstleistung entspricht dabei weitgehend der Tätigkeit einer Vorzimmerdame. Im englischen Sprachraum wird diese Tätigkeit auch als „Virtual assistance“[1] bezeichnet. Spezialisierungen und besondere Serviceleistungen, zum Beispiel für Rechtsanwaltskanzleien, Werbeagenturen und für Arztpraxen sind üblich.

Ein Telefonservice kann sowohl von geschultem wie ungeschulten Personal übernommen werden. Im klassischen Call-Center Bereich werden meist sogenannte „Briefings“, d. h. Schulungen an die ausführenden Mitarbeiter ausgegeben um diese mit der Tätigkeit des Unternehmens vertraut zu machen. Es sind hier neben der Anrufannahme auch weitergehende Dienstleistungen seitens des Call-Centers, z. B. der Einsatz als Service- oder Support Hotline möglich.
Im Niedrigkostensegment sind es oft Studenten, welche die Firmendaten nur stichwortartig bei einem Anruf auf ihrem Bildschirm sehen. Die Aufgabe dieser Anrufannahme liegt nicht in Service- oder Supporttätigkeiten, sondern in der reinen Aufnahme von Notizen oder dem „Abfangen“ von Anrufern im Auftrag des Kunden.